# پیش از سقوط (فیلم)
پیش از سقوط (به آلمانی: Elite für den Führer - برگردان: نیروهای ویژه پیشوا) فیلمی درام، محصول سال ۲۰۰۴ آلمان است. کارگردان فیلم دنیس گانسل بوده و فیلم دربارهٔ آموزشگاه‌های پرورش نیروهای ویژه ارتش آلمان نازی می‌باشد.

## داستان
فیلم روایت‌گر داستان فردریش وایمر، یک بوکسور نوجوان که به رغم مخالفت‌های پدرش، با فرار از خانه به یکی از آموزشگاه‌های نیروهای آلمان نازی می‌پیوندد و …

## بازیگران
- مکس ریملت
- تام شیلینگ
- جوناس جگرمیر
- لئون الکساندر
- توماس درشسل
- مارتین جورس
- فلوریان اشتتار
- دیوید اشتریسو
- جواشیم بیسمایر
- میشاییل شنک
- یوستوس فون دونانی
- کلودیا میشلسن
- جولی انگربرخت
- جوانس زیرنر
- دنیس گانسل

## پیوند
- پیش از سقوط در بانک اطلاعات اینترنتی فیلم‌ها